# Bartning-Notkirche

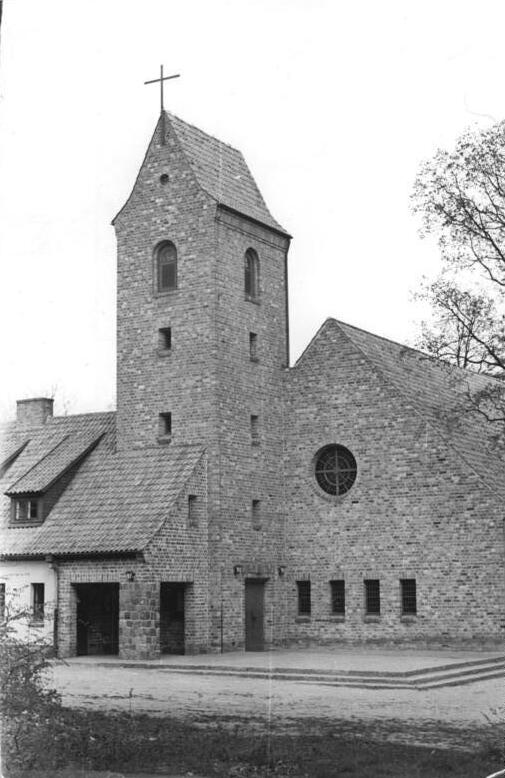
Johanniskirche in Rostock kurz nach der Fertigstellung 1952

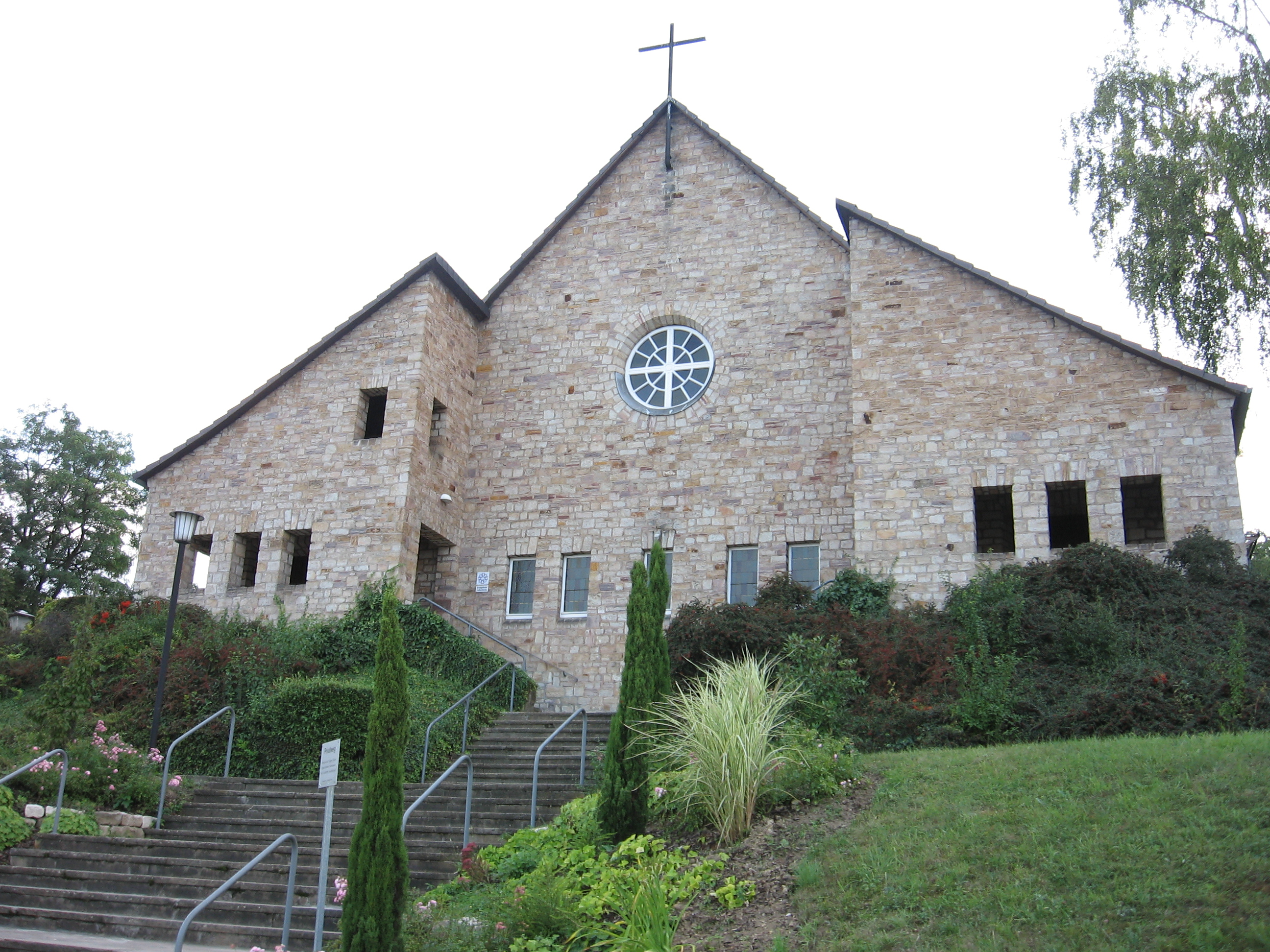
Lutherkirche in Mainz

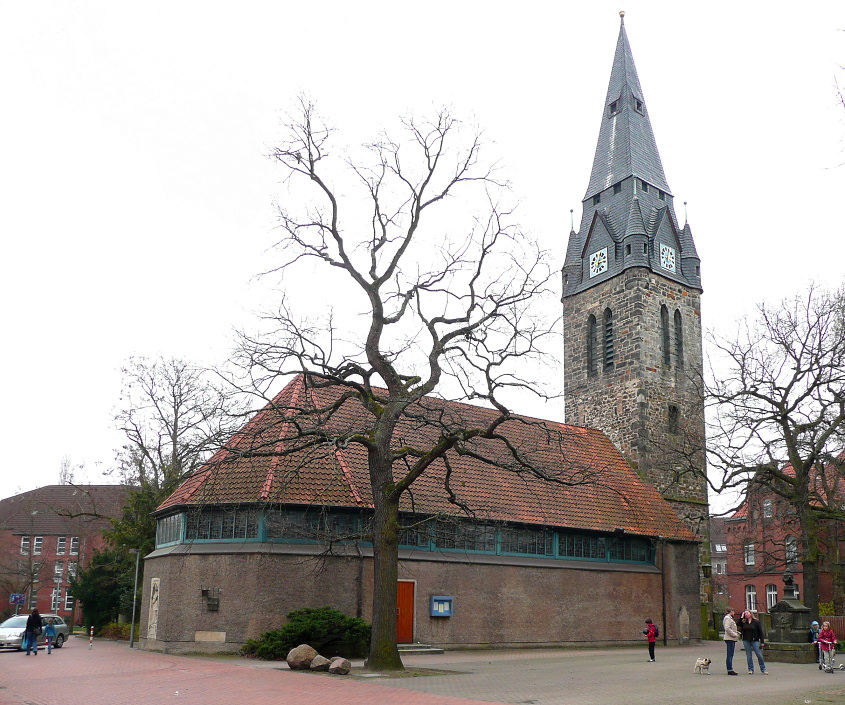
St.-Petri-Kirche in Hannover-Döhren

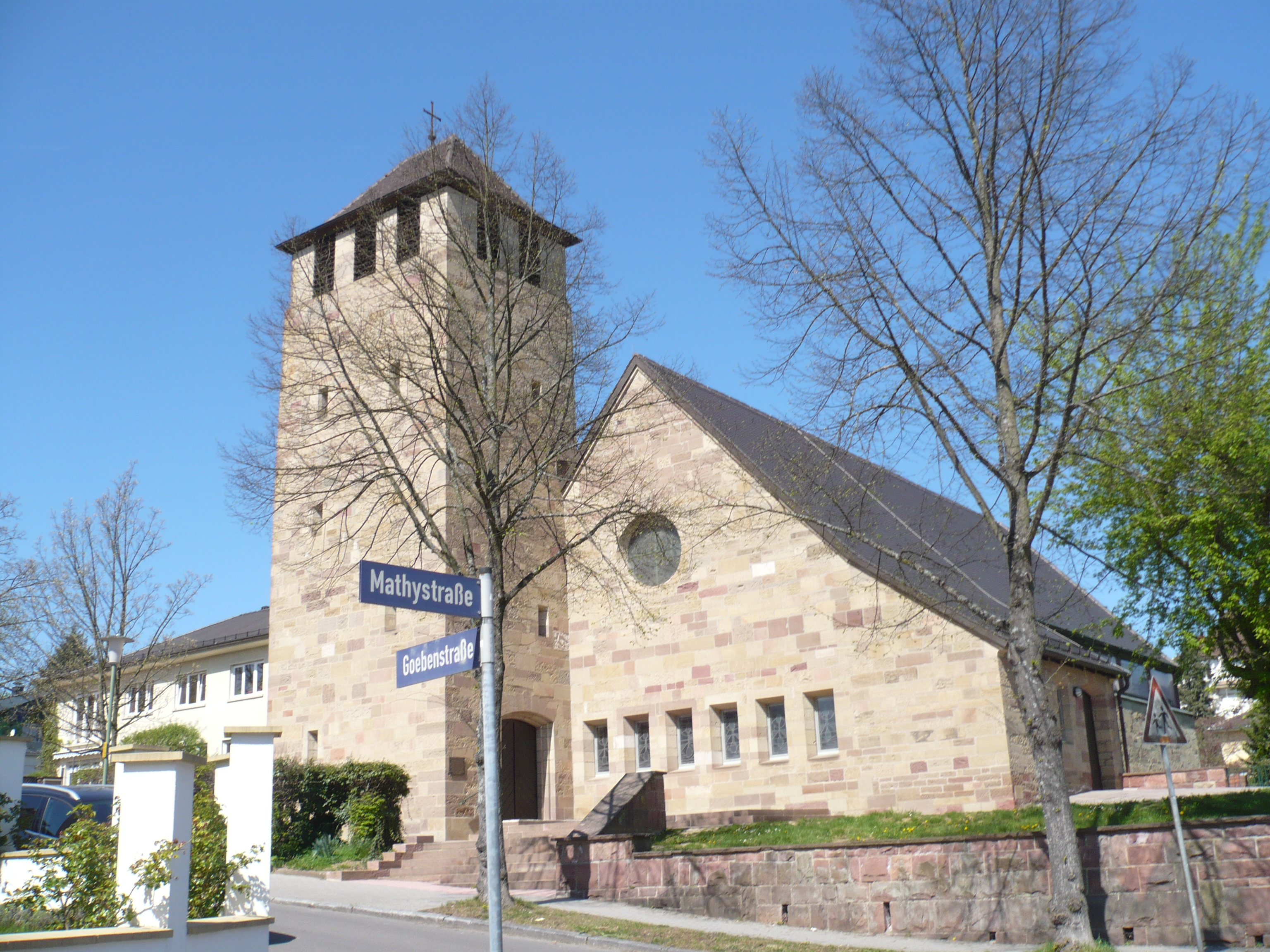
Die Auferstehungskirche in Pforzheim

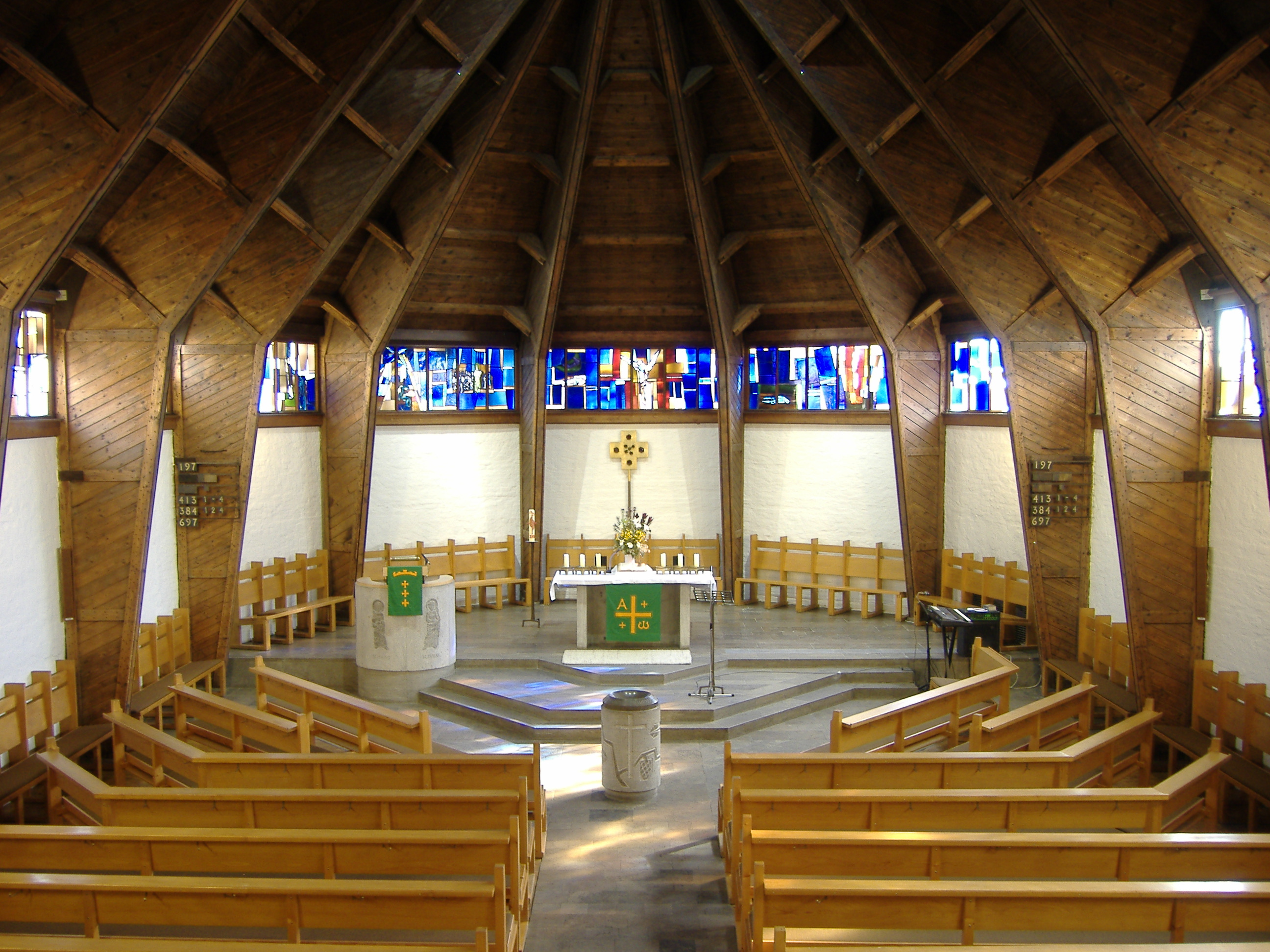
Martin-Luther-Kirche Würzburg

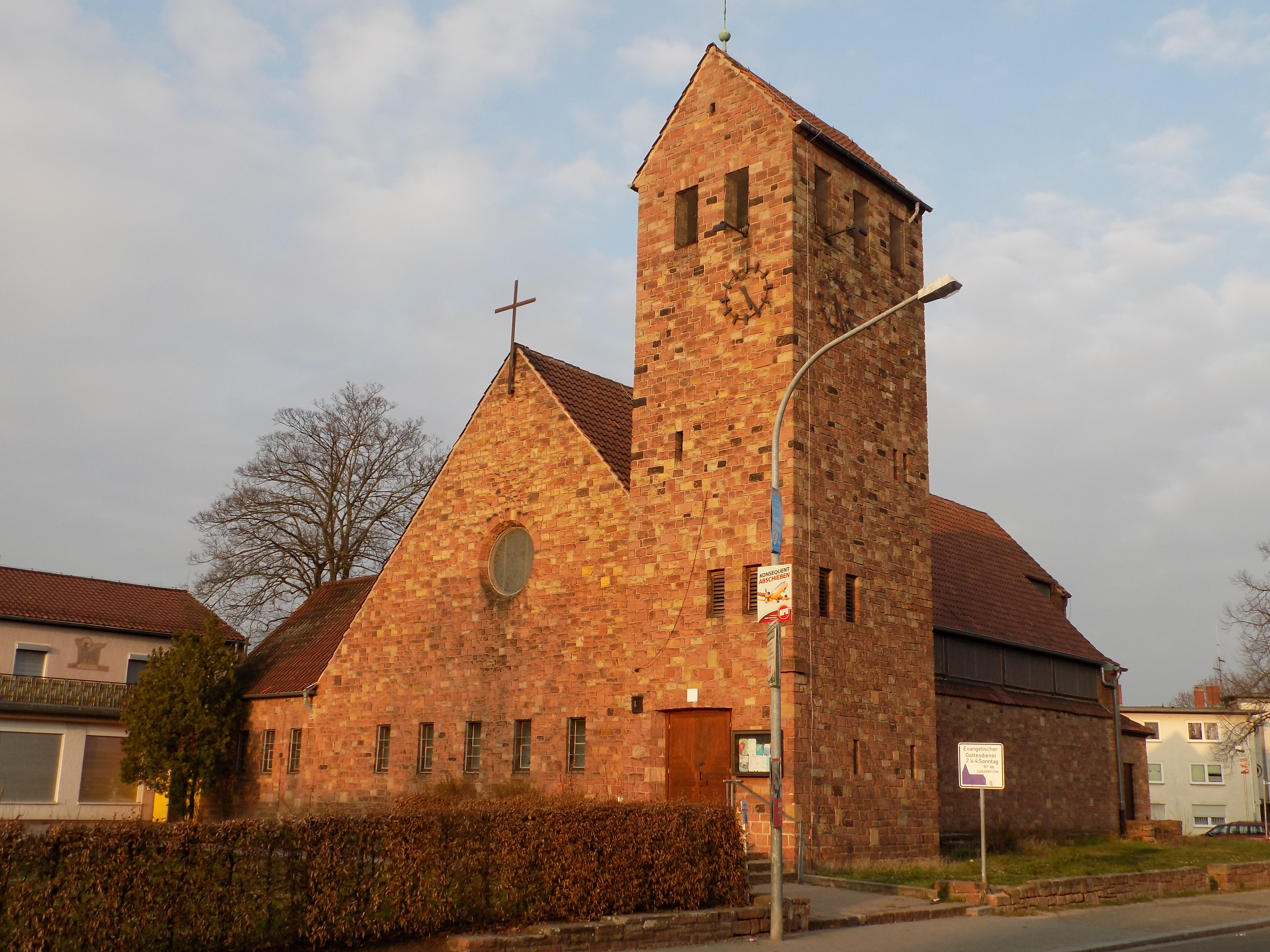
Lukaskirche in Worms

Die Bartning-Notkirchen waren ein Kirchbauprogramm des Evangelischen Hilfswerks, das nach dem Ende des Zweiten Weltkriegs von dem Architekten Otto Bartning entwickelt wurde, um den Mangel an gottesdienstlichen Räumen, der durch die Zerstörung vieler Kirchen und den Zuzug von Flüchtlingen entstanden war, mit schnellen und einfachen Mitteln zu beseitigen.

## Zweck der Notkirchen
„Im November 1947 aber, als ich gerade in Berlin war, ereilte mich telefonische Nachricht: Der „Weltrat der Kirchen in Genf“, „Lutheran World Federation“, „Evangelical and Reformed Church“, „Presbyterian Church“ und „Schweizer Hilfswerk“ haben 40 Notkirchen, 40 mal 10 000 $ gestiftet.
Grosse Erfüllung!  … Diejenigen, die mir die Nachricht meldeten, erwarteten wohl, ich würde laut aufjubeln. Und ich dachte eigentlich selbst, ich müßte es tun. Aber ich verstummte, ging auf die Straße und wanderte stundenlang durch die Trümmerfelder, wie ein Besessener, wie ein Verurteilter. …  Wird es 40, ach nein: wird es 10, oder auch nur 5 solcher Not-Gemeinden geben? Wenn nicht, so will und muß ich den wunderbaren Auftrag in die Hände der großmütigen Stifter zurücklegen. … Und so fing ich an, von Bauort zu Bauort zu fahren, die Bauplätze, das Material und die Mittel zu prüfen – und die Bereitschaft der Gemeinden. Auch den Zustand der Ruinen, denn oft lassen die Elemente der Notkirche sich merkwürdig einfügen. … Darum bauen wir Notkirchen.“

Gleichwohl galten Bartning-Notkirchen von Anfang an keineswegs als Provisorien. In einigen Fällen verhinderten Denkmalschutzbehörden den geplanten Abriss einer Notkirche und den Bau eines Ersatzgebäudes.

## Beschreibung
Bartning, der auf seine Erfahrungen unter anderem beim Bau der Stahlkirche für die Pressa-Ausstellung in Köln (1928) zurückgreifen konnte, entwickelte einen Modellraum in Leichtbauweise aus vorgefertigten, genormten Einzelteilen. Die Notkirchen, für die Bartning auf den Entwurf der nicht realisierten Sternkirche von 1922 zurückgriff, zeichnen sich durch das Fensterband im Obergaden und das an einen Schiffsbauch erinnernde Kirchenschiff aus. Dank der Fertigbauteile und der Mitarbeit der Gemeinde kostete der Bau einer Bartning-Kirche nur etwa die Hälfte dessen, was für einen Kirchbau in Massivbauweise zu veranschlagen gewesen wäre. In den Kirchen fanden zwischen 350 und 500 Gottesdienstbesucher Platz. Integriert war meist eine Sakristei und ein abtrennbarer Gemeinderaum unter der Empore.
Das benötigte Holz für das zeltförmige Tragwerk, Einbauten und Gestühl wurde meist von Gemeinden in Skandinavien oder den USA gestiftet. Dieses tragende Gerüst aus sieben hölzernen Dreigelenkbindern wurde in wenigen Tagen auf dem von der Gemeinde zu errichtenden Fundament aufgestellt. Den Rest des Baus organisierte die Gemeinde selbst. Das Grundmodell ließ sich leicht für lokale Bedürfnisse variieren. Dabei konnten auch die Überreste kriegszerstörter Kirchen integriert werden. Für die nicht tragenden Wände konnten sogar Trümmersteine verwendet werden. Der Turm wurde meist seitlich an der symmetrischen Westfassade angesetzt.
Die Planung sah zwei Typen von Kirchbauten vor:
- Typ A mit Spitztonnengewölbe und gemauertem Altarraum, den Bartning auf Grundlage des Entwurfs des Schweizer Ingenieurs Emil Staudacher entwickelte,[7] wurde aufgrund der aufwendigeren Dachkonstruktion[4] mit der Bethanienkirche in Frankfurt am Main nur einmal in der ursprünglichen Form errichtet.[8]
- Typ B, eine „Saalkirche mit Satteldach“,[9] wurde mit drei verschiedenen Chorabschlüssen gestaltet:
  - mit polygonalem Altarraum
  - mit angemauertem Altarraum
  - ohne gesonderten Altarraum

Geplant waren ursprünglich 48 Kirchbauten, 3 des Typs A und 45 des Typs B, von denen 43, 2 Notkirchen des Typs A, neben der Frankfurter Bethanienkirche in abgewandelter Form die Schweizer Kirche in Emden, und 41 des Typs B, realisiert wurden. Zwei Kirchen des Typs B wurden später an einen anderen Ort umgesetzt. Zwei Typ-B-Kirchen (Aachen und Düsseldorf) wurden abgebrochen, von der Notkirche in Hannover-List sind nur die Binder in einer anderen Kirche wiederverwendet worden. Ein dritter Typ C wurde nicht realisiert.
In einem eigenständigen Folgeprogramm der Notkirchen wurde später eine Serie von Gemeindezentren und Diasporakapellen errichtet. Die Gemeindezentren wurden auch als Notkirchen Typ D bezeichnet.

## Notkirchen der Typen A und B
- Johannes-Notkirche (Aachen) (1979 abgebrannt und daraufhin abgebrochen)
- Offenbarungskirche (Berlin)
- Gethsemane-Kirche (Bochum)
- Andreaskirche[12] Bremen-Gröpelingen, 1949[13]
- Gnadenkirche (Chemnitz)
- Matthäuskirche (Darmstadt)
- Paul-Gerhardt-Kirche (Dortmund)
- Friedenskirche (Dresden-Löbtau)
- Dankeskirche (Düsseldorf) (1960 abgebrochen)
- Lutherkirche (Duisburg) (heute Gemeindehaus zur Lutherkirche)
- Schweizer Kirche, Emden
- Apostelkirche (Essen)
- Johann-Sebastian-Bach-Kirche (Forst (Lausitz))
- Bethanienkirche (Frankfurt am Main)
- Pankratiuskapelle (Gießen)
- St. Martinus (Hamburg-Eppendorf)[14] (1949 zusammen mit Gerhard Langmaack)[15]
- St. Markus (Hamburg-Hoheluft)
- Adventskirche (Hamburg-Schnelsen)
- St. Petri, Hannover-Döhren
- Matthäuskirche in Hannover-List, die Notkirche abgebrochen, Holzbinder in der Zachäuskirche in Hannover-Burg wiederverwendet
- Wichernkirche (Heilbronn)
- Friedenskirche (Karlsruhe-Weiherfeld)
- Zionskirche (Kassel)
- Vicelin-Kirche (Kiel)
- Luther-Kirche[16], Köln-Mülheim
- Trinitatiskirche (Leipzig)
- Melanchthonkirche (Ludwigshafen am Rhein)[17]
- Johanneskirche (Manfort)
- Lutherkirche (Mainz)
- Gnadenkirche (Mannheim)
- Kreuzkirche (München), heute Gemeindesaal
- Erlöserkirche (Münster)
- Justus-Jonas-Kirche, Nordhausen-Salza
- St. Leonhard[18], Nürnberg, heute Gemeindehaus (mit horizontaler Raumteilung)
- Auferstehungskirche (Pforzheim), die erste Notkirche
- Johanniskirche (Rostock)
- Friedenskirche (Stralsund)
- Ludwig-Hofacker-Kirche (Stuttgart)[19]
- Kreuzkirche (Wehrendorf), Vlotho a. d. Weser
- Gnadenkirche (Wesel)
- Neue Kirche (Wismar)
- Lukaskirche (Worms)
- Johanneskirche (Wuppertal)
- Martin-Luther-Kirche, Würzburg

## Notkirchen Typ D und Diasporakapelle

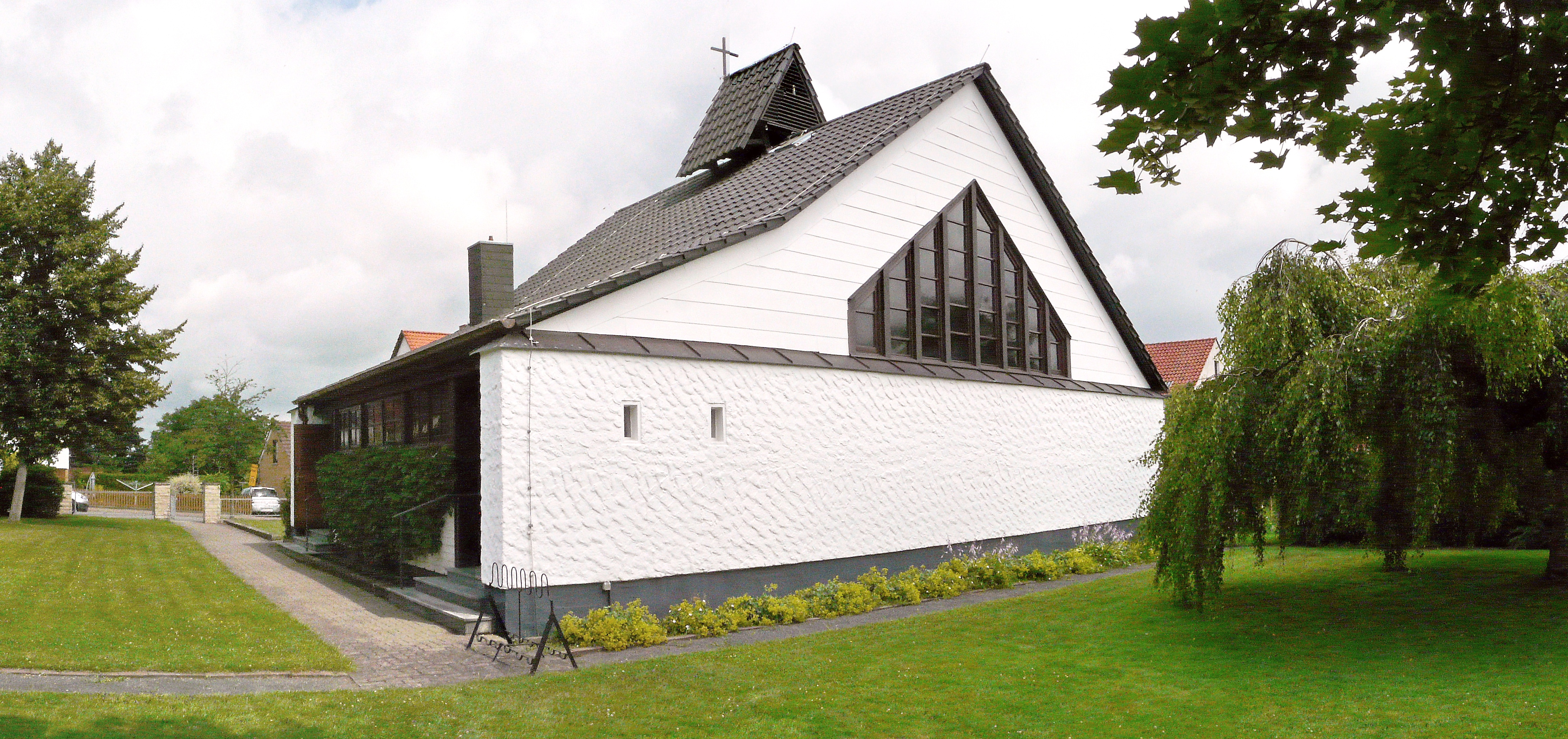
Pauluskirche (Bilshausen)

## Sondertypen
- Johanngeorgenstadt, Typ Haus der Kirche (1951, verändert)
- Schlema, Typ Haus der Kirche (1952, nach Schneeberg und später nach Aue versetzt)
- Haselünne, Dreifaltigkeitskirche, Anbau (1951, erhalten)
- Zarnekow, Gemeindehaus (1951, substantiell verändert)
- Sassnitz (Rügen), Söderblomhaus (1952, erhalten)

## Notkirchen sollen Weltkulturerbe werden
Die Otto-Bartning-Arbeitsgemeinschaft Kirchenbau, das EU-Projekt „Otto Bartning in Europa“, das Otto-Bartning-Archiv an der Technischen Universität Darmstadt, das Zentrum für Qualitätsentwicklung im Gottesdienst der EKD und örtliche Initiativen fordern, die Notkirchen zum UNESCO-Weltkulturerbe zu ernennen. Dieser Forderung hat sich 2017 u. a. die Johanneskirche in Leverkusen (Typ B mit Anbau) angeschlossen.

„Die zwischen 1947 und 1953 errichteten sogenannten Notkirchen des Architekten und einstigen Bauhaus-Direktors Otto Bartning „sind herausragende Bauzeugnisse der Architekturgeschichte und bildeten als Gesamtheit ein einzigartiges sakrales und kulturhistorisches Flächendenkmal.““